# Julius Grégr
Julius Grégr, född 19 december 1831 i Březhrad nära Hradec Králové, död 4 oktober 1896 i Dol vid Libčice nad Vltavou, var en tjeckisk publicist. Han var bror till Eduard Grégr.
Grégr blev 1859 juris doktor vid Karlsuniversitetet i Prag och fick efter mycket bråk regeringens tillstånd att på tjeckiska utge tidningen "Národní listy" (Folkbladet), vars första nummer utkom den 1 januari 1861 och i vars redaktion František Palacký, František Ladislav Rieger, Jan Evangelista Purkyně och Václav Vladivoj Tomek inträdde.
Redan i början blev tidningen åtalad för sina skarpa politiska artiklar, och Grégr dömdes 1862 till tio månaders fängelse, förlust av doktorstitel och medborgerliga rättigheter och 3000 guldens böter. Utgivningen av tidningen överflyttades på hans bror Eduard Grégr, men efter Anton von Schmerlings fall (1865) under den moderata regimen Richard Belcredi återfick han sina forna rättigheter.
Politiska och sociala meningsskiljaktigheter, närmast framkallade genom den rysk-polska konflikten 1863, vållade en söndring inom det tjeckiska lägret; Grégrs tidning blev tongivande för det nybildade ungtjeckiska, demokratiska folkpartiet och fick under de följande årtiondena ett ofantligt inflytande och en stor spridning. Genom "Národní listy" blev hans namn förknippat med hela Böhmens och de österrikiska författningsstridernas historia under 1800-talets senaste årtionden.
År 1867 blev Grégrs tidning indragen på tre månader, under vilken tid han utgav det provisoriska bladet "Národní noviny". År 1868 dömdes han till 30000 guldens böter, sju av tidningens redaktörer till mångårigt fängelse, och bladet indrogs åter för att provisoriskt ersättas med "Naše listy"; under Karl von Auerspergs ministerium (1871) dömdes Grégr åter till fängelse och böter.
Förutom denna energiska kamp för den böhmiska statsrätten både som publicist och aktiv politiker (Grégr tillhörde både böhmiska lantdagen och österrikiska riksrådet) hade han även tid övrig för historiska studier, särskilt om trettioåriga krigets början, och författade en skrift, i vilken han försökte, helt visst på god tro, försvara Königinhofhandskriftens förmenta, då ännu icke vetenskapligt vederlagda äkthet (1887). I sin tidning skrev han värdefulla brev från sina resor (även i Sverige).